# Bronislav Kaminskij
Bronislav Vladislavovič Kaminskij (in russo Бронислав Владиславович Каминский?; Vicebsk, 16 giugno 1899 – Łódź, 28 agosto 1944) è stato un generale russo, della 29. Waffen-Grenadier-Division der SS (russische Nr. 1), anche conosciuta come Brigata Kaminskij e precedentemente come Esercito Popolare di Liberazione Russo - Russkaja Osvoboditel'naja Narodnaja Armija (RONA).
Da non confondere con il quasi omonimo Esercito Russo di Liberazione di Andrej Andreevič Vlasov, si trattava di una formazione armata organizzata in funzione anti-partigiana, costituita da volontari russi provenienti dalla cosiddetta Repubblica di Lokot.
Durante la rivolta di Varsavia, un reggimento della brigata mista venne chiamato a intervenire per reprimere la sommossa, macchiandosi di atrocità e saccheggi. I comandi tedeschi ravvisarono che la brigata era troppo indisciplinata e inaffidabile. Kaminskij, chiamato a Łódź per partecipare ad un incontro per definire la leadership, non raggiungerà mai l'appuntamento. Ufficialmente i partigiani polacchi furono accusati di un presunto agguato in cui trovarono la morte Kaminskij e alcuni funzionari del RONA (tra cui il capo brigata-di-personale Waffen-Obersturmbannführer Il'ja Šavykin). Altre fonti dicono che fu posto di fronte a un tribunale militare e poi fucilato.

## Biografia
Di padre polacco e madre tedesca, dopo aver frequentato il Politecnico di San Pietroburgo, ottenne la laurea in ingegneria, trovando subito impiego in una grande società chimica.
L'avvento del nazionalsocialismo in Germania rinforzò le sue idee anticomuniste ed antisemite, idee queste che lo condussero all'arresto da parte delle autorità sovietiche. Nel luglio del 1935 venne arrestato dal NKVD come spia polacca e tedesca e condannato a dieci anni di gulag. Rilasciato dopo cinque anni, trovò lavoro come operaio in una ditta di distillati nel piccolo villaggio di Lokot', a sud di Brjansk, nella Russia centrale.
Strinse conoscenza con Konstantin Voskobojnik, un altro attivista anticomunista e fondatore di un partito nazionalsocialista sovietico (Narodnaja Socialističeskaja Partyj).

## L'adesione al nazismo
Dopo l'avanzata delle truppe naziste nell'area e in seguito all'intensificarsi dell'attività partigiana, le autorità tedesche all'inizio di ottobre del 1941 autorizzarono proprio il maggiore Vosbokoinov a formare una milizia di difesa locale con volontari russi.
Tra i primi collaboratori di Vosbokoinov vi fu proprio Bronislav Kaminskij, desideroso di vendicarsi degli anni trascorsi nel gulag del regime sovietico.
Kaminskij costituì una milizia locale composta da 10.000-15.000 uomini. I suoi soldati, vestiti con una divisa in stile russo, presero il nome di Esercito Popolare di Liberazione Russo o RONA (POHA in alfabeto cirillico). Inizialmente, a metà del 1942, la brigata era composta all'85% di abitanti locali, per lo più volontari. La parte restante era composta da disertori dell'Armata Rossa e prigionieri di guerra russi. La brigata partecipò a varie operazioni anti-partigiani, ad esempio nella regione di Orel' nel maggio del 1943 ed in Bielorussia nell'aprile-maggio 1944, nonché alle operazioni contro l'Armata Rossa nella regione Sievsk-Dmitrovsk.
La ritirata sulla linea del fronte sovietico-tedesco costrinse i reparti del RONA a lasciare la zona di origine, portando con sé ben 50.000 civili. Il trasferimento avvenne prima a Lepel', in Bielorussia, nel mese di agosto del 1943 e poi a metà del 1944 nella regione di Częstochowa, in Polonia.
Lì, nel luglio del 1944, il RONA venne riorganizzato, acquisendo il nome di Waffen-SS Brigade RONA.
All'inizio di agosto 1944, 1.700 soldati del RONA sotto il comando del maggiore Jurij Frolov furono inviati a unirsi al gruppo del generale delle SS Heinz Reinefarth, con l'ordine di sopprimere la rivolta di Varsavia. La brigata combatté nei distretti Ochota e Wola (3-27 agosto 1944) e nella foresta Kampinos alla periferia di Varsavia tra il 27 agosto e il 4 settembre 1944. Tra i civili di Varsavia la RONA guadagnò la reputazione di essere formata da spietati rapinatori, stupratori e assassini che commettevano molte atrocità. Dopo la guerra, il generale delle SS Erich von dem Bach-Zelewski, il comandante di tutte le forze tedesche chiamate a reprimere la rivolta, testimoniò di:
(Dallinn)
Durante la rivolta di Varsavia il RONA perse 400 soldati (circa il 40% degli originali 1.700), incluso il maggiore Frolov.
Alla fine dell'agosto 1944 Bronislav Kaminskij venne arrestato, processato e giustiziato, probabilmente su ordine di von dem Bach.
Ci sono molte ipotesi sul motivo dell'esecuzione di Kaminskij: ritorsione per i saccheggi oppure la violenza e l'uccisione di due donne tedesche, membri dell'organizzazione germanica Kraft durch Freude. Altre versioni fanno invece riferimento ad Heinrich Himmler, deciso a supportare il generale Andrej Vlasov e quindi liquidare il potenziale rivale.
La versione più probabile, fornita dallo stesso Dallin, descrive la fine di Kaminskij come fatto susseguente a un incontro presso il comando tedesco, prospettato per risolvere la sorte dei suoi civili. Una volta presentatosi, era stato rimproverato per il saccheggio selvaggio delle sue truppe.
Kaminskij era infuriato: in primo luogo, prima di entrare in azione, ai suoi uomini era stata promessa mano libera. In secondo luogo non riusciva a comprendere il punto di vista tedesco: lui e i suoi uomini avevano, in anni di lotta per i tedeschi, perso tutto quello che avevano - e ora non sarebbe nemmeno stato permesso loro di compensare ciò a spese dei polacchi traditori e ribelli?
Ne seguì un grave alterco, fino a quando uno scontento e timoroso Kaminskij fu frettolosamente richiamato a Varsavia. Pochi giorni dopo i suoi uomini furono informati che era stato ucciso.
La versione trasmessa accusava dell'omicidio dei partigiani polacchi che avrebbero teso un'imboscata a Kaminskij, al capo del suo staff, al medico e all'autista mentre viaggiavano in auto circa trenta chilometri a sud di Varsavia.